# Wag of Forse
 Der Wag of Forse (auch Wag O’ Forse genannt) ist eine der größten archäologischen Fundstätten in der schottischen Grafschaft Caithness, die heute Teil der Council Area Highland ist. Der Ort Forse liegt an der Küstenstraße A99, 18 km südwestlich von Wick. Der etwa 50 × 80 m große Bereich wurde erst teilweise ausgegraben. 1939, 1948 von James Curle (1866–1944) und 1964/65 von A. Young und Euan Wallace MacKie (1936–2020).
An dem Platz befinden sich Menhire und Steinkisten, ein Burnt Mound, eine Vielfalt von Hügeln bzw. einer speziellen Form von Plattformen Wags, sowie Gebäuderesten eines Übergangstyps zwischen Broch und Dun mit Toren, Kammern, Treppen und Tunneln. Die dunähnliche Struktur hat Analogien in den Brochs von Keiss. Das umgebende mit großen Steinen in Segmente gegliederte Feldsystem wurde parallel zum Komplex vom 1. Jahrhundert v. Chr. (eisenzeitlich) bis zum Ende des 1. Jahrtausends genutzt.
Die Bebauung, welche im Wesentlichen innerhalb einer aus Wall und Graben bestehenden ovalen Struktur erfolgte, geschah phasenweise und zum Teil über ältere Strukturen hinweg. Der erste Ausgräber gliederte den Befund in die Perioden:
- Pre-Wag
- Primary Wag
- Intermediate
- Secondary Wag
- Sub Secondary

Während der Freilegung der Ruinen kamen an zwei Stellen Funde aus der Pre-Wag-Periode ans Licht. Dabei handelte es sich um Scherben (eines Kochtopfes), Schlacken und Pflaster aber auch um eine ovale bauliche Struktur mit einem unregelmäßig geformten Raumpaar im Norden. Die Wags, lang gestreckte, rechteckige beziehungsweise trapezoide, abgeplattete Hügel, die nur in Caithness und Sutherland vorkommen, sind kaum erforscht. Einer hat in der Mitte eine Reihe von Menhiren.
Der Komplex ist als Scheduled Monument geschützt.